# Guy Ier de Dampierre
Pour les articles homonymes, voir Guy de Dampierre (homonymie).
Guy Ier de Dampierre (né vers 1095, † vers 1151) est seigneur de Dampierre, de Saint-Dizier, de Moëslains et de Saint-Just et vicomte de Troyes au début du XIIe siècle. Il est le fils de Thibaut de Dampierre, seigneur de Dampierre, et d'Elisabeth de Montlhéry.

## Biographie
En 1110, il sert de caution pour la fidélité du comte Thibaut lorsque celui-ci rend son hommage-lige au roi Louis VI le Gros à Melun.
Vers 1111, il fonde l'église Saint-Pierre-et-Saint-Paul de Dampierre.
En 1118, il assiste au prieuré de Longpont aux funérailles de son oncle maternel Milon de Montlhéry, seigneur de Bray et de Montlhéry et assassiné par son cousin Hugues de Crécy, et auxquels assiste le roi Louis VI le Gros.
A Noël 1118, il donne à l'abbaye d'Auchy-lès-Hesdin le lieu de Perthes pour y bâtir une église prieurale ainsi que la terre de Romaincourt pour y prendre tous leurs besoins.
En 1122, à la mort de son oncle maternel Renaud de Montlhéry, évêque de Troyes, il hérite de la vicomté de Troyes et en rend hommage au comte de Champagne Thibaut II.
Il est un des bienfaiteurs de l'abbaye de Trois-Fontaines fondée en 1118 par le comte de Champagne Hugues Ier.
Vers 1125, il épouse Helvide de Baudement, veuve d'Hugues de Montréal dont elle a deux enfants. Toutefois, ceux-ci étant trop jeunes pour succéder à leur père, il administre alors pour l'aîné Anséric III, en tant que régent, la seigneurie de Montréal.
En 1125, il aurait accompagné le comte Hugues de Champagne, devenu templier, en terre sainte. En 1127, il voyage toujours en Palestine, dans l'entourage de son cousin Hugues du Puiset et de Balian d'Ibelin.
Certains historiens ont émis l'hypothèse que Guy de Dampierre ait pu devenir templier,, comme son suzerain, mais il s'agit probablement d'une erreur, car il est de retour en Champagne quelques années après son pèlerinage et y reprend sa charge de seigneur de Dampierre.
Comme seigneur de Saint-Just, Guy était pair de l’évêché de Troyes (également appelé baron de la crosse) et il dut probablement assister aux sacres des évêques Renaud de Montlhéry, son oncle, en 1121, Atton en 1122 et Henri de Carinthie en 1145.

## Mariage et enfants
Vers 1125, il épouse Helvide de Baudement, veuve d'Hugues de Montréal (dont elle a deux enfants), fille d'André de Baudement, seigneur de Baudement et sénéchal de Champagne, et d'Agnès de Braine, dont il a sept enfants :
- Anséric de Dampierre, cité dans les chroniques d'Albéric de Trois-Fontaines. Probablement mort jeune ;
- Guillaume de Dampierre († après 1173), qui succède à son père ;
- André de Dampierre († après 1165), cité dans une charte de 1152 et un autre de 1165 ;
- Milon de Dampierre († après 1165), cité dans une charte de 1152 et un autre de 1165 ;
- Guy de Dampierre († en 1163) : évêque de Châlons en 1163, mais serait mort peu de temps après son élection, sans avoir eu le temps d'être sacré ;
- Helvide de Dampierre († avant mai 1196), qui épouse Geoffroy IV, seigneur de Joinville, fils de Geoffroy III de Joinville et de Félécité de Brienne, dont elle a sept enfants ;
- Peut-être Agnès de Dampierre († après 1192), qui épouse Narjot II, seigneur de Toucy, fils de Ithier III de Toucy et d’Élisabeth de Joigny, dont elle a cinq enfants, mais il s'agit certainement d'une erreur et d'une confusion avec Agnès de Montréal[5].